# Лишённые ордена Суворова 1 степени
Список лиц, лишённых ордена Суворова I степени.
В списке, в алфавитном порядке перечислены все лица, которые были удостоены ордена Суворова I степени, но впоследствии, по различным причинам (большинство — за совершение преступлений), лишены награды.
Список содержит информацию о фамилии, имени, отчестве, дате Указов, годах жизни, причинах лишения ордена.
- Серым цветом в списках выделены расстрелянные .

### А
- Абакумов, Виктор Семёнович \(№ 216 от 31.07.1944 года «за образцовое выполнение особых заданий Верховного главного командования Красной армии»)\В соответствии с приговором суда от 19 декабря 1954 года, Указом Президиума Верховного Совета СССР от 14 ноября 1955 года лишён всех наград и воинского звания.

### Б
- Берия, Лаврентий Павлович \(№ 217 от 08.03.1944 года).(Указ отменён 4 апреля 1962 года) \Указом Президиума Верховного Совета СССР от 31 декабря 1953 года лишён званий Маршала Советского Союза и Героя Социалистического Труда, а также всех остальных государственных наград. [1]

### К
- Кобулов, Богдан Захарович \(8.03.1944)\Лишён всех наград и званий на основании приговора Специального судебного присутствия Верховного Суда СССР от 23.12.1953.

- Круглов, Сергей Никифорович \(08.03.1944 — за проведение операций по выселению карачаевцев, калмыков, чеченцев и ингушей в восточные районы СССР)\(лишён ордена 4.04.1962)

### С
- Серов, Иван Александрович \ (8.03.1944 награждён «за депортацию чеченцев и ингушей»)\ Указ о награждении отменён 6.04.1962[2]